# 前689年
| 千纪： | 前1千纪 |
| 世纪： | 前8世纪 \| 前7世纪 \| 前6世纪 |
| 年代： | 前710年代 \| 前700年代 \| 前690年代 \| 前680年代 \| 前670年代 \| 前660年代 \| 前650年代                                                                                |
| 年份： | 前694年 \| 前693年 \| 前692年 \| 前691年 \| 前690年 \| 前689年 \| 前688年 \| 前687年 \| 前686年 \| 前685年 \| 前684年                                                  |
| 纪年： | 周莊王八年 魯莊公五年 秦武公九年 陳宣公四年 蔡哀侯六年 鄭子嬰五年 宋閔公三年 楚文王元年 齊襄公九年 晉侯緡16年 曲沃武公27年 燕庄公二年 衛黔牟八年 曹庄公13年 杞靖公15年 |

## 大事记
- 亞述王辛那赫里布掠夺巴比伦。
- 郳國君主郳犁來赴魯國朝覲。
- 齊襄公聯合宋国、鲁国、陳國、蔡国四國國君，聯軍攻衛國，迎衛惠公復位。

## 逝世
- 楚武王，楚国第一位称王的国君